# کشتار عین الزیتون

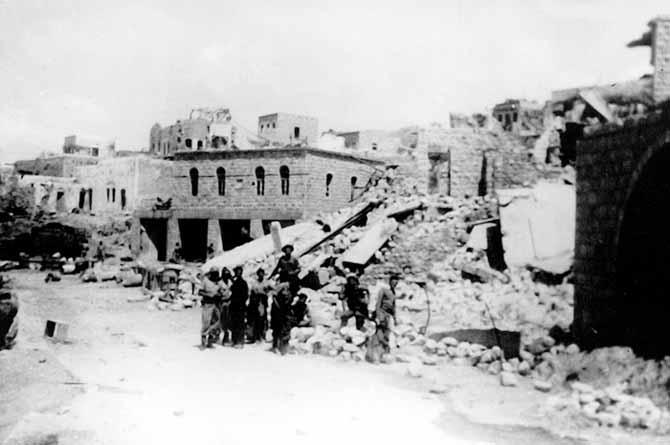
عین الزیتون پس از دستگیریها. ۱۹۴۸

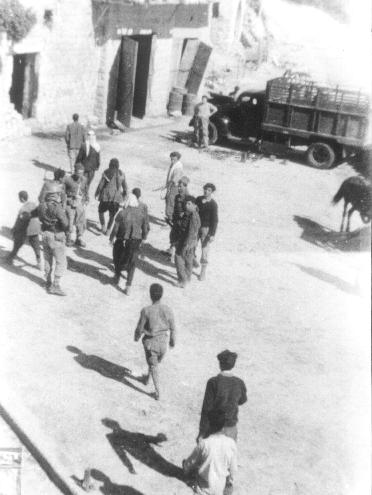
زندانیان در عین الزیتون. ۱۹۴۸

کشتار عین الزیتون (عربی: مجزرة عين الزيتون) در اول مه ۱۹۴۸ در روستای «عین الزیتون» فلسطینی در شمال «صفد» بوقوع پیوست؛ آن موقع فلسطین تحت قیومیت انگلیس به‌سر می‌برد. در این کشتار ۳۰ الی ۷۰ اسیر فلسطینی از سوی نیروهای پالماخ به قتل رسیدند.
گروه ایرگون، استرن، هاگانا و پالماخ پشت ده‌ها قتل عام غیرنظامیان عرب بین سال‌های 1930 و 1948 بودند. این گروه‌های شبه‌نظامی بلوک‌های سازنده ارتش اسرائیل امروزی را تشکیل می‌دهند.ژیل فراگو، نویسنده Histoire du terrorisme میگوید: "تولد اسرائیل شامل یک استراتژی تروریستی است."در حالی که خشونت علیه غیرنظامیان عرب در طول جنگ اول اعراب و اسرائیل (1948-1949) به اوج خود رسید که نشان دهنده تمایل روزافزون محافل صهیونیستی برای قربانی کردن جان‌های بی‌گناه است. چند هفته پس از کشتار دیر یاسین، پالماخ یک تراژدی کمتر شناخته شده دیگر را آغاز کرد، قتل عام اهالی روستای عین الزیتون در 1 مه 1948 در نزدیکی صفد.

## کشتار
عین الزیتون دهکده ای سنگی است که بر بالای تپه ای واقع شده است. این روستا که جمعیت آن بین 200 تا 350 نفر تخمین زده می شود، توسط زمین های زراعی احاطه شده بود .تمام جمعیت مسلمان بودند. عین الزیتون یک مدرسه ابتدایی و یک مسجد داشت. روستاییان به کشت زیتون، غلات و میوه به ویژه انگور می پرداختند. کشاورزی وابسته به بارندگی بود، اما روستاییان آب آشامیدنی خود را از چاه و چشمه ای که در 800 متری شمال قرار داشت، تامین می کردند.
حوادث خونین روستا از ساعت 3:00 بامداد آغاز شد. با رگبار خمپاره از یازده خمپاره و به دنبال آن حمله زمینی توسط دو جوخه. زمانی که نیروهای اسرائیلی وارد روستا شدند، روستاییان را جمع کردند. بر اساس شهادت روستاییان و منابع اسرائیلی، مردانی که در میان آنها بودند، برده شدند و بقیه در حالی که از بالای سرشان تیراندازی شد، تحقیر و اخراج شدند. در مورد مردان، برخی بعداً اخراج شدند و به خانواده‌هایشان ملحق شدند، اما سی و هفت نفر از آنها که به‌طور تصادفی انتخاب شده بودند، به اسارت درآمدند. به گفته بنی موریس، آنها احتمالاً در میان یک گروه هفتاد نفری بودند که بعداً به دستور موشه کلمان، فرمانده گردان سوم پالماخ ، در خندقی قتل عام شدند. پس از کشته شدن زندانیان و در انتظار دیدار صلیب سرخ از منطقه، دستور داد دست آنها را باز کنند تا این واقعیت که قتل با خونسردی انجام شده است پنهان شود.در مورد خانه‌های روستا، آنها در 2 و 3 مه توسط سنگ شکنان پالماخ سوزانده یا منفجر شدند. . این امر زمینه ساز اشغال شهر صفد توسط نیروهای صهیونیستی شد. و اکنون ساکنان صهیونیست هستند.

## جنگل کورتا اسکات کینگ
جنگل‌های JNF در محو تاریخ و جایگزینی واقعیت تهوع‌آور صهیونیسم با داستانی دلپذیر نقش دارند: «عین زیتون به یکی از جذاب‌ترین نقاط در زمین تفریحی تبدیل شده .این مکان جایی است که زمانی شهرک عین زیتون وجود داشت .صندوق ملی یهودیان (JNF) برای پنهان کردن بقایای روستاهای ویران شده، جنگل‌هایی می‌کارد. جنگل کورتا اسکات کینگ، بر روی ویرانه های شش روستای فلسطینی ویران شده واقع در منطقه صفد - دیشیم، آلما، قدیته، بیریا، عمقا، عین الزیتون ساخته شده است. همه این روستاها در نکبه نابود شدند و ساکنان آن کشته یا اخراج شدند.